# Ješe Dordže
Ješe Dordže (1676 - 1702) byl 11. karmapa školy Karma Kagjü, jedné ze škol tibetského buddhismu.
Narodil se v tibetské provincii Kham, kde byl rozpoznán sedmým šamarpou. Poté, co se usídlil v jednom klášteře v centrálním Tibetu, mu bylo předáno učení Kagjü i učení Padmasambhavy zvané terčhö.